# Ocón
Pour les articles homonymes, voir Ocon (homonymie).
Ocón est une commune de la communauté autonome de La Rioja, en Espagne.

## Démographie
| 1900  | 1910  | 1920  | 1930  | 1940  | 1950 | 1960 | 1970 | 1981 |
| ----- | ----- | ----- | ----- | ----- | ---- | ---- | ---- | ---- |
| 1 361 | 1 456 | 1 234 | 1 285 | 1 241 | 582  | 582  | 531  | 655  |

| 1991 | 2001 | 2011 | - | - | - | - | - | - |
| ---- | ---- | ---- | - | - | - | - | - | - |
| 392  | 335  | 327  | - | - | - | - | - | - |

## Administration

### Conseil municipal
La ville de Ocón comptait 301 habitants aux élections municipales du 26 mai 2019. Son conseil municipal (en espagnol : Pleno del Ayuntamiento) se compose donc de 7 élus.
| Parti | Parti                                    | Voix | %       | Élus  |
| ----- | ---------------------------------------- | ---- | ------- | ----- |
|       | Parti populaire (PP)                     | 141  | 51,09 % | 4 / 7 |
|       | Parti socialiste ouvrier espagnol (PSOE) | 107  | 38,77 % | 3 / 7 |
|       | Partido Riojano (PR+)                    | 28   | 10,14 % | 0 / 7 |

### Liste des maires
| Mandat    | Maire | Maire                  | Parti |
| --------- | ----- | ---------------------- | ----- |
| 1979-1983 |       | Joaquín Cestona Redin  | UCD   |
| 1983-1987 |       | Joaquín Cestona Redin  | AP    |
| 1987-1991 |       | Joaquín Cestona Redin  | AP    |
| 1991-1995 |       | Ernesto Viguera Blanco | PP    |
| 1995-1999 |       | Ernesto Viguera Blanco | PP    |
| 1999-2003 |       | Ernesto Viguera Blanco | PP    |
| 2003-2007 |       | Ernesto Viguera Blanco | PP    |
| 2007-2011 |       | Ernesto Viguera Blanco | PP    |
| 2011-2015 |       | Ernesto Viguera Blanco | PP    |
| 2015-2019 |       | Ernesto Viguera Blanco | PP    |
| 2019-2023 |       | Ernesto Viguera Blanco | PP    |